# Гвоздевское сельское поселение
Гвоздевское се́льское поселе́ние — муниципальное образование в Москаленском районе Омской области Российской Федерации.
Административный центр — деревня Гвоздёвка.

## История
Статус и границы сельского поселения установлены Законом Омской области от 30 июля 2004 года № 548-ОЗ «О границах и статусе муниципальных образований Омской области».

## Население
| 2010 | 2011 | 2012 | 2013 | 2014 | 2015 | 2016 |
| ---- | ---- | ---- | ---- | ---- | ---- | ---- |
| 716  | ↘715 | ↘704 | ↘679 | ↘648 | ↗650 | ↘647 |
| 2017 | 2018 | 2019 | 2020 | 2021 | 2023 |      |
| ↘632 | ↘625 | ↗630 | ↘609 | ↗698 | ↘675 |      |

## Состав сельского поселения
| № | Населённый пункт | Тип населённого пункта          | Население |
| - | ---------------- | ------------------------------- | --------- |
| 1 | Гвоздёвка        | деревня, административный центр | ↘675      |